# Szczelina w Słonecznych Skałach Pierwsza
Szczelina w Słonecznych Skałach Pierwsza – schronisko w Słonecznych Skałach na Wyżynie Olkuskiej wchodzącej w skład Wyżyny Krakowsko-Częstochowskiej. Znajduje się we wsi Jerzmanowice w gminie Zabierzów, w powiecie krakowskim, w województwie małopolskim.
Schronisko znajduje się na szczelinie północno-wschodniej ścianie skały Ogrodzieniec. Jego szczelinowaty otwór  o szerokości 0,35 m i wysokości 1,15 m znajduje się pod zaklinowanym w szczelinie blokiem skalnym. Ciągnący się za nim korytarzyk za zaklinowanym kamieniem zwęża się do 0,2 m. Za kamieniem rozszerza się do 0,6 m, skręca w lewo i po mniej niż dwóch metrach zamienia w niedostępną szczelinę.
Obiekt  powstał na pionowej szczelinie w późnojurajskich wapieniach skalistych. Ma myte i zwietrzałe ściany, miejscami są na nich dziurki, niewielkie nacieki grzybkowe, skonsolidowane mleko wapienne. Schronisko ma własny klimat, różniący się od klimatu w środowisku zewnętrznym. Jest bez przewiewu, latem chłodne. Rozproszone światło dociera do zakrętu korytarzyka, głębiej jest mrok. Namulisko składa się głównie z wapiennego gruzu zmieszanego z glebą. Przed otworem  rosną drzewa, krzewy, rośliny zielne, bluszcz pospolity, paprocie, porosty i glony. Mchy i glony docierają do zakrętu korytarzyka. Ze zwierząt wewnątrz schroniska obserwowano pająki sieciarze jaskiniowe (Meta menardi) i ślimaki.

## Historia poznania
Schronisko było znane od dawna. W 2008 r. J. Nowak w spisie jaskiń Doliny Szklarki wymienia schronisko o długości 2 m i nazwie Szczelina w Słonecznych Skałach II. Na mapce podaje też jego lokalizację. Wynika z niej, że jest to schronisko obecnie noszące nazwę Szczelina w Słonecznych Skałach Pierwsza. Dokumentację schroniska sporządziła Izabella Luty w lipcu 2014 r.
W skale Ogrodzieniec znajduje się jeszcze drugi obiekt jaskiniowy – Szczelina w Słonecznych Skałach Druga.

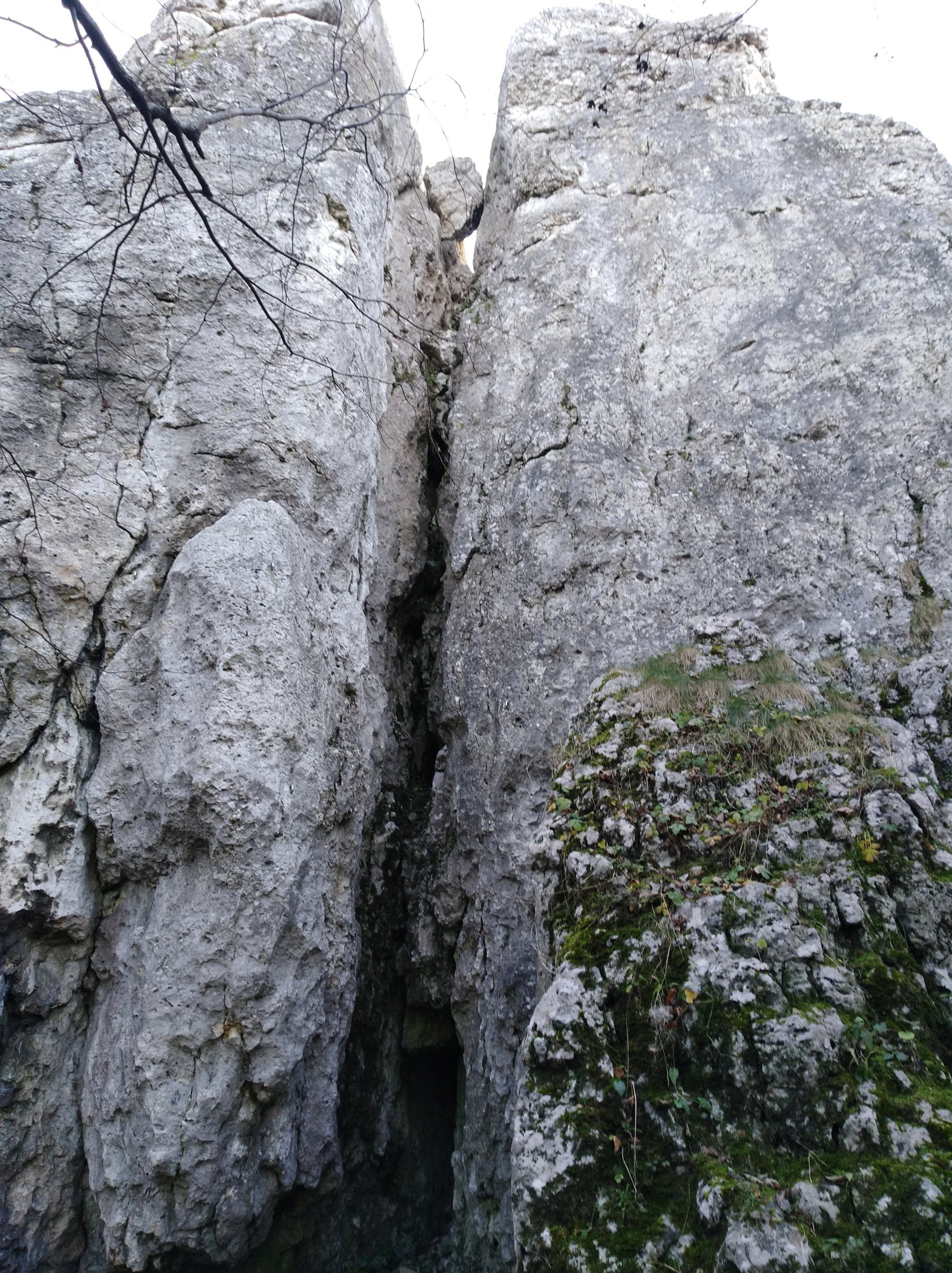
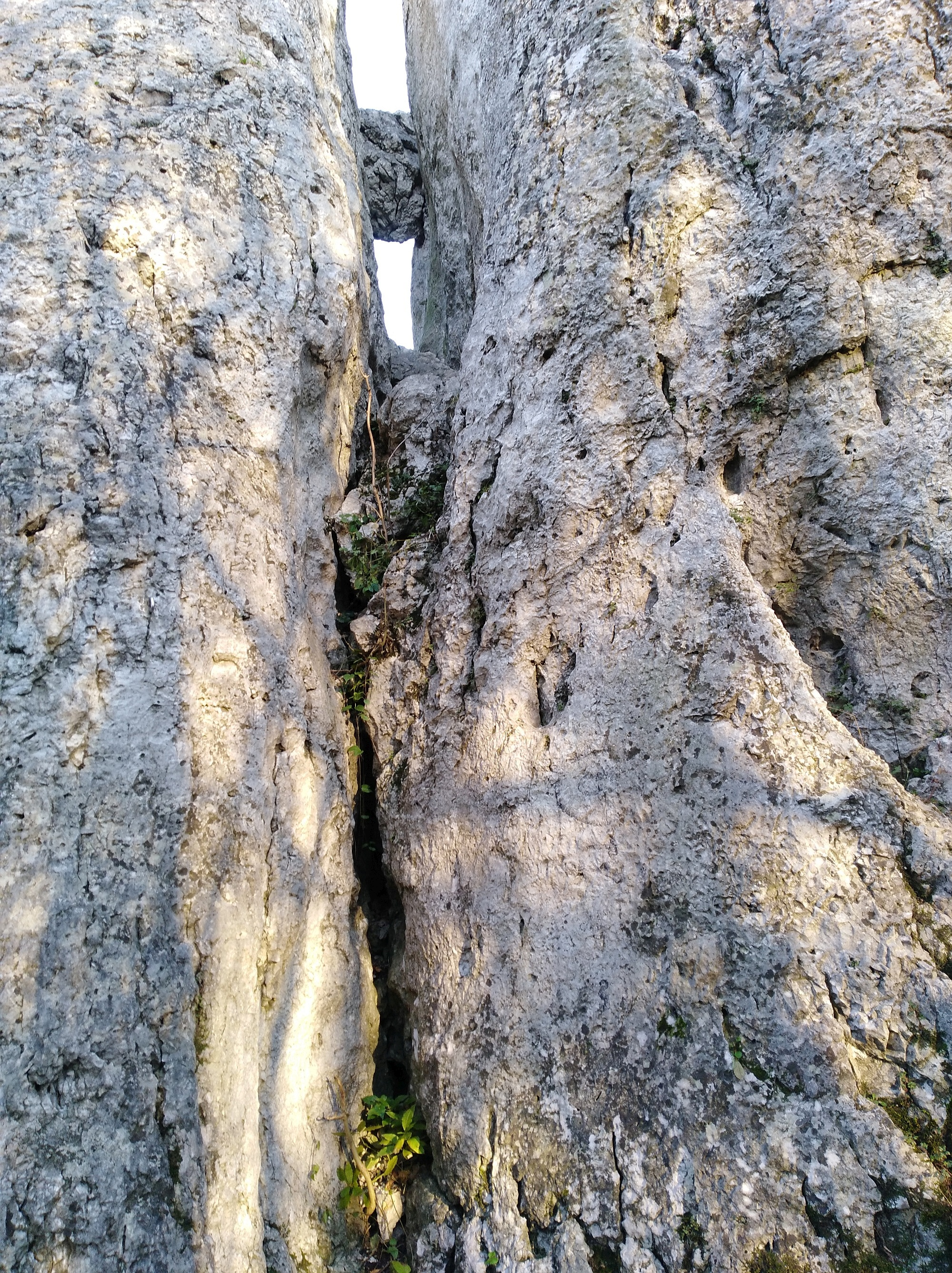
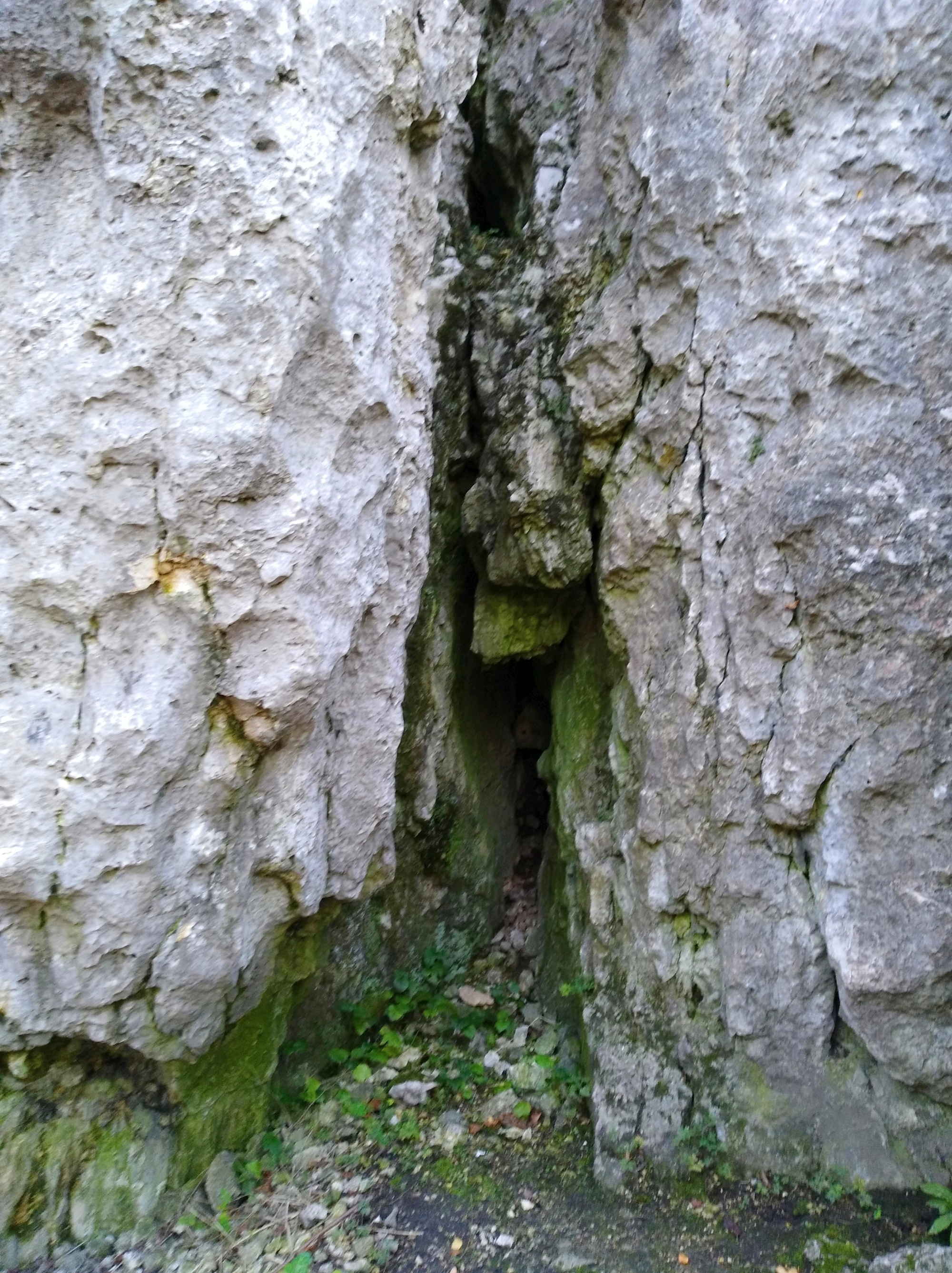
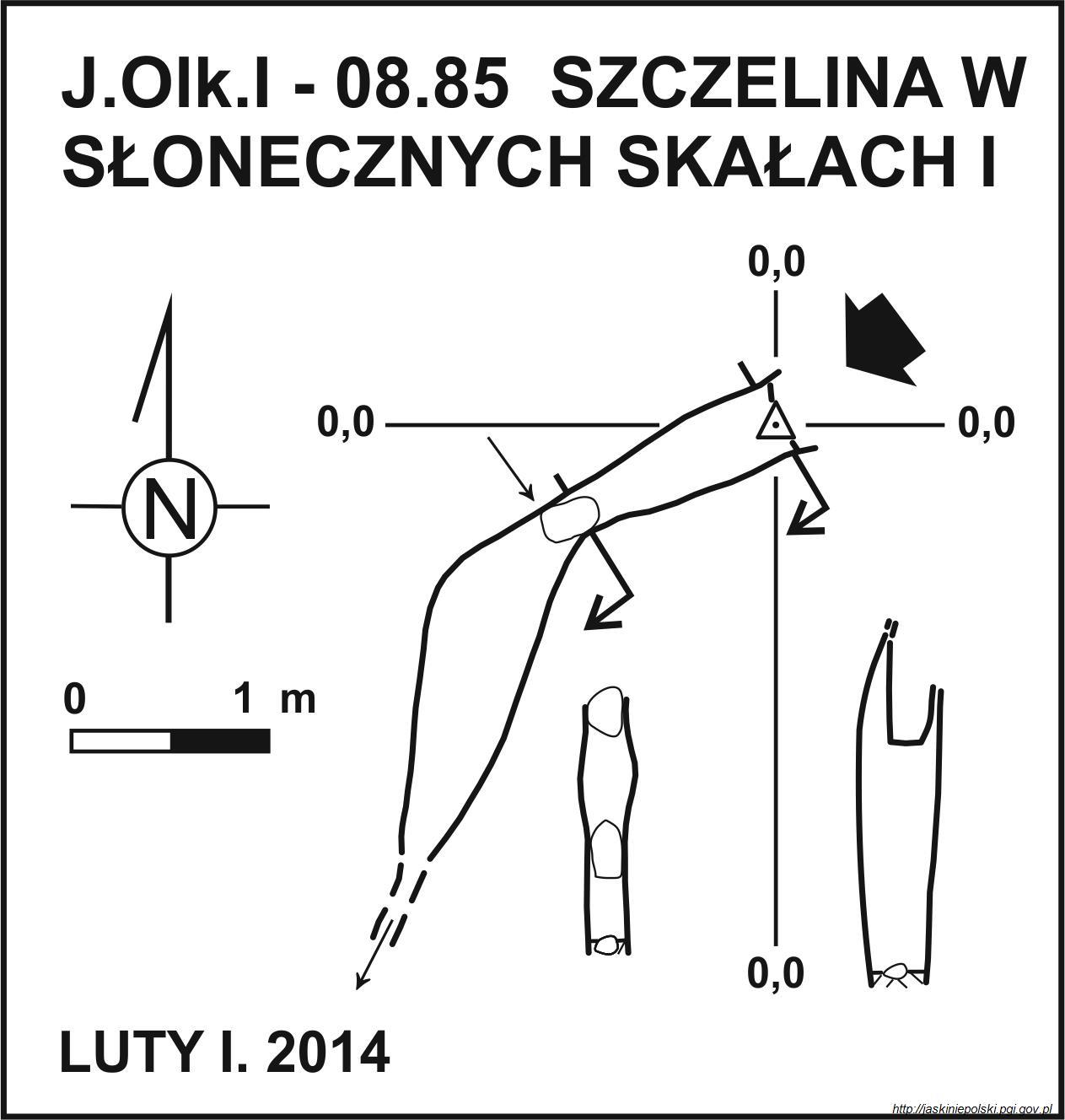
Plan